# Alumínium-szulfát
Az alumínium-szulfát (Al2(SO4)3 vagy Al2O12S3) egy széles körben használt vegyület, az alumínium kénsavval alkotott sója. Ivóvíztisztításra nagy mennyiségben alkalmazzák, mert használatával csökkenthető a vízben oldott vegyületek által okozott opálosság, valamint szennyvíz tisztítására, és a papírgyártás során is felhasználják.
Az alumínium-szulfát nagyon ritkán anhidrát formában is előfordul a millosevichit nevű ásványként. Számos hidrátalakja létezik, leggyakrabban hexadekahidrát (Al2(SO4)3·16H2O) és oktadekahidrát (Al2(SO4)3·18H2O) formában van jelen. Az [Al(H2O)6]2(SO4)3·5H2O képlettel leírható heptadekahidrát a természetben az alunogén nevű ásványként fordul elő.
A mezőgazdaságban elsősorban a spanyol csupaszcsiga (Arion lusitanicus) elleni védekezés során alkalmazzák.
Vízben oldva savasan hidrolizál, aminek oka az, hogy az alumíniumion 6 vízmolekulával akvakomplexet képez, majd a központi ion taszító hatása miatt ezek a vízmolekulák proton leadására lesznek képesek.
Al3+ + 6 H2O  → [Al(H2O)6]3+
[Al(H2O)6]3+ + H2O → [Al(H2O)5(OH)]2+ + H3O+

## Előállítása
Leggyakrabban kénsavban (H2SO4) oldott alumínium-hidroxidból (Al(OH)3) állítják elő:
2 Al(OH)3 + 3H2SO4  → Al2(SO4)3·6H2O

## Felhasználása
- Az alumínium-szulfátot nagy mennyiségben használják ivóvíztisztításra, mert használatával csökkenthető a vízben oldott vegyületek által okozott opálosság.
- A papírgyártás során színezés előtti pácolószerként is alkalmazzák.
- Savas kémhatású (gyenge bázis, erős sav sója) vízben nagy mennyiségben oldva gélszerű (alumínium-hidroxid) csapadékot képez, mely a textilgyártás során elősegíti a színanyagok jobb kötését.
- Talajjavítóként, a talaj pH értékének csökkentésére alkalmazzák, savas hidrolízise miatt.
- A sütőporban is előfordulhat.
- Az építőiparban vízzáró anyagként, valamint a beton kötését gyorsító anyagként alkalmazzák. Néhány hab-alapú tűzoltó készülékben is megtalálható.
- Az élelmiszeriparban fehérjék kicsapatására (például sörgyártás során), valamint a növények rostjainak megerősítésére alkalmazzák. Előfordulhat sörökben, és savanyúságokban. Napi maximum beviteli mennyisége nincs meghatározva. A benne található alumínium elősegíti a B-vitamin felszívódását. Nagy mennyiségben befolyásolhatja a májműködést. Az élelmiszerek esetében használt koncentrációkban nincs efféle hatása.

## Reakciói
A vegyület 580 és 900 °C közötti hőmérsékleten elbomlik γ-alumínium-oxid és kén-trioxid képződése közben. A bomlás egyenlete:
Al2(SO4)3 → Al2O3 + 3 SO3
Kalcium-szulfáttal végzett kalcinálása során kalcium-aluminát és kén-trioxid keletkezik:
Al2(SO4)3 + CaSO4 → Ca(AlO2)2 + 4 SO3
Az alumínium-szulfát vizes oldatban reakcióba lép a nátrium-hidrogén-karbonáttal, melynek során tűzoltó hab keletkezik, szén-dioxid fejlődés közben:
Al2(SO4)3 + 6 NaHCO3 → 2 Al(OH)3 + 3 Na2SO4 + 6 CO2